# Eleições legislativas portuguesas de 2024 no distrito de Portalegre
| Eleições legislativas portuguesas de 2024 Distritos: Aveiro \| Beja \| Braga \| Bragança \| Castelo Branco \| Coimbra \| Évora \| Faro \| Guarda \| Leiria \| Lisboa \| Portalegre \| Porto \| Santarém \| Setúbal \| Viana do Castelo \| Vila Real \| Viseu \| Açores \| Madeira \| Estrangeiro |

## Resultados por concelho
Os resultados nos concelhos do Distrito de Portalegre foram os seguintes:

### Alter do Chão
| Partido                 | Partido                                  | Votos | %               | +/-   |
| ----------------------- | ---------------------------------------- | ----- | --------------- | ----- |
|                         | Partido Socialista                       | 599   | 33,35 / 100,00  | 10,75 |
|                         | Aliança Democrática (PPD/PSD-CDS-PP-PPM) | 448   | 24,94 / 100,00  | 3,01  |
|                         | CHEGA                                    | 447   | 24,89 / 100,00  | 13,46 |
|                         | Coligação Democrática Unitária (PCP-PEV) | 121   | 6,74 / 100,00   | 2,29  |
|                         | Bloco de Esquerda                        | 52    | 2,90 / 100,00   | 0,11  |
|                         | Iniciativa Liberal                       | 33    | 1,84 / 100,00   | 0,43  |
|                         | Alternativa Democrática Nacional         | 21    | 1,17 / 100,00   | -     |
|                         | Outros (com menos de 1,00%)              | 40    | 2,24 / 100,00   |       |
| Votos Inválidos         | Votos Inválidos                          | 35    | 1,95 / 100,00   | 0,54  |
| Total                   | Total                                    | 1 796 | 100,00 / 100,00 |       |
| Eleitorado/Participação | Eleitorado/Participação                  | 2 662 | 67,47 / 100,00  | 6,56  |

| Freguesia     | %     | %     | %     | %     | %    | %    | %    | Votantes | Taxa de Participação |
| Freguesia     | PS    | AD    | CH    | CDU   | BE   | IL   | ADN  | Votantes | Taxa de Participação |
| ------------- | ----- | ----- | ----- | ----- | ---- | ---- | ---- | -------- | -------------------- |
| Freguesia     |       |       |       |       |      |      |      | Votantes | Taxa de Participação |
| Alter do Chão | 28,46 | 29,05 | 27,80 | 4,09  | 3,01 | 2,25 | 0,83 | 1 198    | 65,93                |
| Chancelaria   | 44,69 | 20,80 | 19,91 | 5,31  | 3,10 | 1,33 | 1,77 | 226      | 64,57                |
| Cunheira      | 44,51 | 13,74 | 24,18 | 7,69  | 2,75 | 0,55 | 1,65 | 182      | 74,90                |
| Seda          | 40,00 | 14,74 | 13,16 | 24,21 | 2,11 | 1,05 | 2,11 | 190      | 75,40                |
| Alter do Chão | 33,35 | 24,94 | 24,89 | 6,74  | 2,90 | 1,84 | 1,17 | 1 796    | 67,47                |

### Arronches
| Partido                 | Partido                                  | Votos | %               | +/-   |
| ----------------------- | ---------------------------------------- | ----- | --------------- | ----- |
|                         | Partido Socialista                       | 499   | 30,61 / 100,00  | 9,65  |
|                         | Aliança Democrática (PPD/PSD-CDS-PP-PPM) | 496   | 30,43 / 100,00  | 1,92  |
|                         | CHEGA                                    | 408   | 25,03 / 100,00  | 12,43 |
|                         | Coligação Democrática Unitária (PCP-PEV) | 60    | 3,68 / 100,00   | 2,21  |
|                         | Bloco de Esquerda                        | 45    | 2,76 / 100,00   | 0,72  |
|                         | Iniciativa Liberal                       | 23    | 1,41 / 100,00   | 0,88  |
|                         | LIVRE                                    | 17    | 1,04 / 100,00   | 0,56  |
|                         | Outros (com menos de 1,00%)              | 42    | 2,58 / 100,00   |       |
| Votos Inválidos         | Votos Inválidos                          | 40    | 2,46 / 100,00   | 0,15  |
| Total                   | Total                                    | 1 630 | 100,00 / 100,00 |       |
| Eleitorado/Participação | Eleitorado/Participação                  | 2 486 | 65,57 / 100,00  | 7,06  |

| Freguesia | %     | %     | %     | %    | %    | %    | %    | Votantes | Taxa de Participação |
| Freguesia | PS    | AD    | CH    | CDU  | BE   | IL   | L    | Votantes | Taxa de Participação |
| --------- | ----- | ----- | ----- | ---- | ---- | ---- | ---- | -------- | -------------------- |
| Freguesia |       |       |       |      |      |      |      | Votantes | Taxa de Participação |
| Assunção  | 29,22 | 31,74 | 24,71 | 3,97 | 2,61 | 1,53 | 1,17 | 1 109    | 69,79                |
| Esperança | 37,09 | 28,19 | 21,36 | 3,56 | 3,26 | 0,89 | 0,30 | 337      | 55,89                |
| Mosteiros | 27,17 | 26,63 | 33,70 | 2,17 | 2,72 | 1,63 | 1,63 | 184      | 62,59                |
| Arronches | 30,61 | 30,43 | 25,03 | 3,68 | 2,76 | 1,41 | 1,04 | 1 630    | 65,57                |

### Avis
| Partido                 | Partido                                         | Votos | %               | +/-  |
| ----------------------- | ----------------------------------------------- | ----- | --------------- | ---- |
|                         | Partido Socialista                              | 753   | 32,03 / 100,00  | 6,01 |
|                         | Coligação Democrática Unitária (PCP-PEV)        | 630   | 26,80 / 100,00  | 4,00 |
|                         | CHEGA                                           | 397   | 16,89 / 100,00  | 8,00 |
|                         | Aliança Democrática (PPD/PSD-CDS-PP-PPM)        | 338   | 14,38 / 100,00  | 0,33 |
|                         | Bloco de Esquerda                               | 42    | 1,79 / 100,00   | 0,27 |
|                         | Iniciativa Liberal                              | 32    | 1,36 / 100,00   | 0,44 |
|                         | LIVRE                                           | 27    | 1,15 / 100,00   | 0,92 |
|                         | Partido Comunista dos Trabalhadores Portugueses | 26    | 1,11 / 100,00   | 0,17 |
|                         | Outros (com menos de 1,00%)                     | 51    | 2,16 / 100,00   |      |
| Votos Inválidos         | Votos Inválidos                                 | 55    | 2,34 / 100,00   | 0,10 |
| Total                   | Total                                           | 2 351 | 100,00 / 100,00 |      |
| Eleitorado/Participação | Eleitorado/Participação                         | 3 334 | 70,52 / 100,00  | 6,76 |

| Freguesia            | %     | %     | %     | %     | %    | %    | %    | %    | Votantes | Taxa de Participção |
| Freguesia            | PS    | CDU   | CH    | AD    | BE   | IL   | L    | PCTP | Votantes | Taxa de Participção |
| -------------------- | ----- | ----- | ----- | ----- | ---- | ---- | ---- | ---- | -------- | ------------------- |
| Freguesia            |       |       |       |       |      |      |      |      | Votantes | Taxa de Participção |
| Alcórrego e Maranhão | 28,37 | 41,49 | 15,96 | 6,03  | 1,77 | 0,71 | 1,42 | 2,13 | 282      | 74,60               |
| Aldeia Velha         | 25,00 | 36,81 | 12,50 | 15,97 | 0    | 0,69 | 1,39 | 2,08 | 144      | 69,90               |
| Avis                 | 30,79 | 23,69 | 15,28 | 17,36 | 2,51 | 1,97 | 1,42 | 1,09 | 916      | 67,11               |
| Benavila e Valongo   | 37,71 | 25,32 | 17,74 | 12,20 | 1,11 | 1,48 | 0,92 | 0,74 | 541      | 70,26               |
| Ervedal              | 32,77 | 23,31 | 18,24 | 16,55 | 1,35 | 0,34 | 0,68 | 1,01 | 296      | 74,00               |
| Figueira e Barros    | 31,40 | 21,51 | 25,58 | 13,95 | 2,33 | 1,16 | 0,58 | 0    | 172      | 80,00               |
| Avis                 | 32,03 | 26,80 | 16,89 | 14,38 | 1,79 | 1,36 | 1,15 | 1,11 | 2 351    | 70,52               |

### Campo Maior
| Partido                 | Partido                                  | Votos | %               | +/-   |
| ----------------------- | ---------------------------------------- | ----- | --------------- | ----- |
|                         | Partido Socialista                       | 1 650 | 36,54 / 100,00  | 14,38 |
|                         | CHEGA                                    | 1 199 | 26,55 / 100,00  | 15,06 |
|                         | Aliança Democrática (PPD/PSD-CDS-PP-PPM) | 591   | 13,09 / 100,00  | 1,64  |
|                         | Coligação Democrática Unitária (PCP-PEV) | 475   | 10,52 / 100,00  | 2,34  |
|                         | Bloco de Esquerda                        | 167   | 3,70 / 100,00   | 0,18  |
|                         | Iniciativa Liberal                       | 97    | 2,15 / 100,00   | 0,36  |
|                         | LIVRE                                    | 82    | 1,82 / 100,00   | 1,08  |
|                         | Alternativa Democrática Nacional         | 46    | 1,02 / 100,00   | -     |
|                         | Outros (com menos de 1,00%)              | 85    | 1,89 / 100,00   |       |
| Votos Inválidos         | Votos Inválidos                          | 124   | 2,74 / 100,00   | 0,69  |
| Total                   | Total                                    | 4 516 | 100,00 / 100,00 |       |
| Eleitorado/Participação | Eleitorado/Participação                  | 6 945 | 65,03 / 100,00  | 10,83 |

| Freguesia                            | %     | %     | %     | %     | %    | %    | %    | %    | Votantes | Taxa de Participação |
| Freguesia                            | PS    | CH    | AD    | CDU   | BE   | IL   | L    | ADN  | Votantes | Taxa de Participação |
| ------------------------------------ | ----- | ----- | ----- | ----- | ---- | ---- | ---- | ---- | -------- | -------------------- |
| Freguesia                            |       |       |       |       |      |      |      |      | Votantes | Taxa de Participação |
| Nossa Senhora da Expectação          | 35,60 | 25,07 | 15,39 | 9,98  | 3,87 | 2,28 | 2,04 | 1,04 | 2 014    | 63,00                |
| Nossa Senhora da Graça dos Degolados | 39,72 | 29,58 | 5,92  | 12,68 | 3,66 | 2,25 | 0,85 | 0,56 | 355      | 72,15                |
| São João Batista                     | 36,89 | 27,43 | 12,11 | 10,67 | 3,54 | 2,00 | 1,77 | 1,07 | 2 147    | 65,94                |
| Campo Maior                          | 36,54 | 26,55 | 13,09 | 10,52 | 3,70 | 2,15 | 1,82 | 1,02 | 4 516    | 65,03                |

### Castelo de Vide
| Partido                 | Partido                                  | Votos | %               | +/-   |
| ----------------------- | ---------------------------------------- | ----- | --------------- | ----- |
|                         | Partido Socialista                       | 655   | 36,23 / 100,00  | 14,18 |
|                         | Aliança Democrática (PPD/PSD-CDS-PP-PPM) | 524   | 28,98 / 100,00  | 0,76  |
|                         | CHEGA                                    | 312   | 17,26 / 100,00  | 10,96 |
|                         | Bloco de Esquerda                        | 78    | 4,31 / 100,00   | 1,10  |
|                         | Coligação Democrática Unitária (PCP-PEV) | 55    | 3,04 / 100,00   | 1,18  |
|                         | Alternativa Democrática Nacional         | 28    | 1,55 / 100,00   | -     |
|                         | LIVRE                                    | 26    | 1,44 / 100,00   | 1,00  |
|                         | Iniciativa Liberal                       | 21    | 1,16 / 100,00   | 0,10  |
|                         | Outros (com menos de 1,00%)              | 44    | 2,42 / 100,00   |       |
| Votos Inválidos         | Votos Inválidos                          | 65    | 3,59 / 100,00   | 1,14  |
| Total                   | Total                                    | 1 808 | 100,00 / 100,00 |       |
| Eleitorado/Participação | Eleitorado/Participação                  | 2 640 | 68,48 / 100,00  | 8,62  |

| Freguesia                                | %     | %     | %     | %    | %    | %    | %    | %    | Votantes | Taxa de Participação |
| Freguesia                                | PS    | AD    | CH    | BE   | CDU  | ADN  | L    | IL   | Votantes | Taxa de Participação |
| ---------------------------------------- | ----- | ----- | ----- | ---- | ---- | ---- | ---- | ---- | -------- | -------------------- |
| Freguesia                                |       |       |       |      |      |      |      |      | Votantes | Taxa de Participação |
| Nossa Senhora da Graça de Póvoa e Meadas | 41,97 | 20,98 | 21,97 | 3,93 | 3,28 | 1,31 | 1,31 | 0,33 | 305      | 68,69                |
| Santa Maria da Devesa                    | 34,88 | 30,92 | 15,52 | 3,74 | 3,51 | 0,91 | 2,15 | 1,81 | 883      | 69,58                |
| Santiago Maior                           | 30,00 | 34,67 | 16,00 | 7,33 | 1,33 | 2,67 | 0,67 | 0,67 | 150      | 59,06                |
| São João Batista                         | 37,02 | 28,72 | 17,87 | 4,68 | 2,55 | 2,55 | 0,43 | 0,64 | 470      | 69,84                |
| Castelo de Vide                          | 36,23 | 28,98 | 17,26 | 4,31 | 3,04 | 1,55 | 1,44 | 1,16 | 1 808    | 68,48                |

### Crato
| Partido                 | Partido                                  | Votos | %               | +/-   |
| ----------------------- | ---------------------------------------- | ----- | --------------- | ----- |
|                         | Partido Socialista                       | 776   | 37,98 / 100,00  | 13,70 |
|                         | Aliança Democrática (PPD/PSD-CDS-PP-PPM) | 474   | 23,20 / 100,00  | 0,88  |
|                         | CHEGA                                    | 456   | 22,32 / 100,00  | 13,45 |
|                         | Coligação Democrática Unitária (PCP-PEV) | 121   | 5,92 / 100,00   | 0,85  |
|                         | Bloco de Esquerda                        | 77    | 3,77 / 100,00   | 0,62  |
|                         | LIVRE                                    | 30    | 1,47 / 100,00   | 1,05  |
|                         | Alternativa Democrática Nacional         | 28    | 1,37 / 100,00   | -     |
|                         | Iniciativa Liberal                       | 23    | 1,13 / 100,00   | 0,92  |
|                         | Outros (com menos de 1,00%)              | 32    | 1,56 / 100,00   |       |
| Votos Inválidos         | Votos Inválidos                          | 26    | 1,27 / 100,00   | 0,40  |
| Total                   | Total                                    | 2 043 | 100,00 / 100,00 |       |
| Eleitorado/Participação | Eleitorado/Participação                  | 2 913 | 70,13 / 100,00  | 5,87  |

| Freguesia                                     | %     | %     | %     | %    | %    | %    | %    | %    | Votantes | Taxa de Participação |
| Freguesia                                     | PS    | AD    | CH    | CDU  | BE   | L    | ADN  | IL   | Votantes | Taxa de Participação |
| --------------------------------------------- | ----- | ----- | ----- | ---- | ---- | ---- | ---- | ---- | -------- | -------------------- |
| Freguesia                                     |       |       |       |      |      |      |      |      | Votantes | Taxa de Participação |
| Aldeia da Mata                                | 39,42 | 26,92 | 23,08 | 1,92 | 3,37 | 0,96 | 0,48 | 0,96 | 208      | 72,98                |
| Crato e Mártires, Flor da Rosa e Vale do Peso | 35,71 | 25,16 | 20,87 | 6,27 | 4,44 | 1,59 | 1,19 | 1,43 | 1 260    | 70,83                |
| Gáfete                                        | 44,26 | 16,16 | 25,53 | 5,62 | 2,81 | 0,70 | 2,34 | 0,70 | 427      | 66,00                |
| Monte da Pedra                                | 37,16 | 21,62 | 24,32 | 9,46 | 1,35 | 3,38 | 1,35 | 0    | 148      | 73,27                |
| Crato                                         | 37,98 | 23,20 | 22,32 | 5,92 | 3,77 | 1,47 | 1,37 | 1,13 | 2 043    | 70,13                |

### Elvas
| Partido                 | Partido                                  | Votos  | %               | +/-   |
| ----------------------- | ---------------------------------------- | ------ | --------------- | ----- |
|                         | CHEGA                                    | 4 150  | 36,53 / 100,00  | 17,80 |
|                         | Partido Socialista                       | 3 464  | 30,49 / 100,00  | 16,03 |
|                         | Aliança Democrática (PPD/PSD-CDS-PP-PPM) | 2 189  | 19,27 / 100,00  | 2,31  |
|                         | Bloco de Esquerda                        | 314    | 2,76 / 100,00   | 0,22  |
|                         | Coligação Democrática Unitária (PCP-PEV) | 240    | 2,11 / 100,00   | 1,18  |
|                         | Iniciativa Liberal                       | 218    | 1,92 / 100,00   | 0,77  |
|                         | LIVRE                                    | 178    | 1,57 / 100,00   | 1,01  |
|                         | Pessoas–Animais–Natureza                 | 115    | 1,01 / 100,00   | 0,18  |
|                         | Outros (com menos de 1,00%)              | 214    | 1,89 / 100,00   |       |
| Votos Inválidos         | Votos Inválidos                          | 279    | 2,45 / 100,00   | 0,60  |
| Total                   | Total                                    | 11 361 | 100,00 / 100,00 |       |
| Eleitorado/Participação | Eleitorado/Participação                  | 18 476 | 61,49 / 100,00  | 10,97 |

| Freguesia                                   | %     | %     | %     | %    | %    | %    | %    | %    | Votantes | Taxa de Participação |
| Freguesia                                   | CH    | PS    | AD    | BE   | CDU  | IL   | L    | PAN  | Votantes | Taxa de Participação |
| ------------------------------------------- | ----- | ----- | ----- | ---- | ---- | ---- | ---- | ---- | -------- | -------------------- |
| Freguesia                                   |       |       |       |      |      |      |      |      | Votantes | Taxa de Participação |
| Assunção, Ajuda, Salvador e Santo Ildefonso | 33,85 | 28,31 | 23,94 | 2,68 | 1,50 | 2,13 | 1,83 | 1,26 | 5 072    | 62,61                |
| Barbacena e Vila Fernando                   | 36,11 | 30,42 | 17,29 | 1,75 | 5,25 | 1,53 | 1,53 | 0    | 457      | 67,80                |
| Caia, São Pedro e Alcáçova                  | 40,86 | 32,23 | 13,35 | 3,04 | 1,80 | 1,92 | 1,76 | 1,00 | 2 501    | 52,03                |
| Santa Eulália                               | 39,06 | 38,16 | 12,84 | 2,89 | 2,71 | 0,72 | 0    | 0,90 | 553      | 61,93                |
| São Brás e São Lourenço                     | 38,57 | 28,70 | 21,55 | 1,71 | 2,11 | 2,01 | 1,11 | 0,70 | 993      | 68,01                |
| São Vicente e Ventosa                       | 49,06 | 30,75 | 10,80 | 0,94 | 3,29 | 1,64 | 0,47 | 0    | 426      | 67,41                |
| Terrugem e Vila Boim                        | 32,23 | 33,55 | 17,00 | 4,19 | 3,31 | 1,77 | 1,55 | 1,03 | 1 359    | 71,19                |
| Elvas                                       | 36,53 | 30,49 | 19,27 | 2,76 | 2,11 | 1,92 | 1,57 | 1,01 | 11 361   | 61,49                |

### Fronteira
| Partido                 | Partido                                  | Votos | %               | +/-   |
| ----------------------- | ---------------------------------------- | ----- | --------------- | ----- |
|                         | Partido Socialista                       | 593   | 32,35 / 100,00  | 11,26 |
|                         | Aliança Democrática (PPD/PSD-CDS-PP-PPM) | 545   | 29,73 / 100,00  | 0,19  |
|                         | CHEGA                                    | 414   | 22,59 / 100,00  | 10,83 |
|                         | Coligação Democrática Unitária (PCP-PEV) | 80    | 4,36 / 100,00   | 2,35  |
|                         | Bloco de Esquerda                        | 50    | 2,73 / 100,00   | 0,56  |
|                         | Alternativa Democrática Nacional         | 24    | 1,31 / 100,00   | -     |
|                         | Iniciativa Liberal                       | 23    | 1,25 / 100,00   | 1,12  |
|                         | LIVRE                                    | 19    | 1,04 / 100,00   | 0,59  |
|                         | Outros (com menos de 1,00%)              | 40    | 2,19 / 100,00   |       |
| Votos Inválidos         | Votos Inválidos                          | 45    | 2,46 / 100,00   | 0,03  |
| Total                   | Total                                    | 1 833 | 100,00 / 100,00 |       |
| Eleitorado/Participação | Eleitorado/Participação                  | 2 634 | 69,59 / 100,00  | 9,74  |

| Freguesia      | %     | %     | %     | %    | %    | %    | %    | %    | Votantes | Taxa de Participação |
| Freguesia      | PS    | AD    | CH    | CDU  | BE   | ADN  | IL   | L    | Votantes | Taxa de Participação |
| -------------- | ----- | ----- | ----- | ---- | ---- | ---- | ---- | ---- | -------- | -------------------- |
| Freguesia      |       |       |       |      |      |      |      |      | Votantes | Taxa de Participação |
| Cabeço de Vide | 31,56 | 23,38 | 24,33 | 7,79 | 2,47 | 1,33 | 2,28 | 0,76 | 526      | 62,84                |
| Fronteira      | 32,17 | 32,52 | 22,99 | 2,01 | 3,06 | 1,14 | 0,96 | 1,14 | 1 144    | 71,90                |
| São Saturnino  | 36,20 | 30,67 | 14,11 | 9,82 | 1,23 | 2,45 | 0    | 1,23 | 163      | 79,13                |
| Fronteira      | 32,35 | 29,73 | 22,59 | 4,36 | 2,73 | 1,31 | 1,25 | 1,04 | 1 833    | 69,59                |

### Gavião
| Partido                 | Partido                                  | Votos | %               | +/-   |
| ----------------------- | ---------------------------------------- | ----- | --------------- | ----- |
|                         | Partido Socialista                       | 994   | 47,40 / 100,00  | 10,43 |
|                         | CHEGA                                    | 405   | 19,31 / 100,00  | 11,12 |
|                         | Aliança Democrática (PPD/PSD-CDS-PP-PPM) | 336   | 16,02 / 100,00  | 1,08  |
|                         | Coligação Democrática Unitária (PCP-PEV) | 124   | 5,91 / 100,00   | 2,18  |
|                         | Bloco de Esquerda                        | 71    | 3,39 / 100,00   | 0,04  |
|                         | Iniciativa Liberal                       | 32    | 1,53 / 100,00   | 0,86  |
|                         | LIVRE                                    | 23    | 1,10 / 100,00   | 0,79  |
|                         | Pessoas–Animais–Natureza                 | 22    | 1,05 / 100,00   | 0,13  |
|                         | Outros (com menos de 1,00%)              | 47    | 2,25 / 100,00   |       |
| Votos Inválidos         | Votos Inválidos                          | 43    | 2,05 / 100,00   | 0,41  |
| Total                   | Total                                    | 2 097 | 100,00 / 100,00 |       |
| Eleitorado/Participação | Eleitorado/Participação                  | 3 136 | 66,87 / 100,00  | 6,13  |

| Freguesia        | %     | %     | %     | %     | %    | %    | %    | %    | Votantes | Taxa de Participação |
| Freguesia        | PS    | CH    | AD    | CDU   | BE   | IL   | L    | PAN  | Votantes | Taxa de Participação |
| ---------------- | ----- | ----- | ----- | ----- | ---- | ---- | ---- | ---- | -------- | -------------------- |
| Freguesia        |       |       |       |       |      |      |      |      | Votantes | Taxa de Participação |
| Belver           | 59,56 | 11,20 | 13,39 | 7,65  | 2,73 | 0,55 | 0,82 | 0,55 | 366      | 69,98                |
| Comenda          | 44,68 | 21,04 | 11,69 | 11,43 | 2,34 | 2,60 | 1,04 | 1,56 | 385      | 62,81                |
| Gavião e Atalaia | 43,93 | 21,26 | 19,53 | 3,14  | 3,44 | 1,72 | 1,42 | 1,11 | 988      | 71,49                |
| Margem           | 47,49 | 20,39 | 13,69 | 5,87  | 5,03 | 0,84 | 0,56 | 0,84 | 358      | 57,93                |
| Gavião           | 47,40 | 19,31 | 16,02 | 5,91  | 3,39 | 1,53 | 1,10 | 1,05 | 2 097    | 66,87                |

### Marvão
| Partido                 | Partido                                  | Votos | %               | +/-   |
| ----------------------- | ---------------------------------------- | ----- | --------------- | ----- |
|                         | Partido Socialista                       | 577   | 35,05 / 100,00  | 14,95 |
|                         | Aliança Democrática (PPD/PSD-CDS-PP-PPM) | 523   | 31,77 / 100,00  | 2,64  |
|                         | CHEGA                                    | 281   | 17,07 / 100,00  | 9,63  |
|                         | Bloco de Esquerda                        | 46    | 2,79 / 100,00   | 0,27  |
|                         | Iniciativa Liberal                       | 31    | 1,88 / 100,00   | 0,39  |
|                         | LIVRE                                    | 31    | 1,88 / 100,00   | 1,25  |
|                         | Coligação Democrática Unitária (PCP-PEV) | 30    | 1,82 / 100,00   | 0,70  |
|                         | Alternativa Democrática Nacional         | 24    | 1,46 / 100,00   | -     |
|                         | Outros (com menos de 1,00%)              | 38    | 2,31 / 100,00   |       |
| Votos Inválidos         | Votos Inválidos                          | 65    | 3,95 / 100,00   | 1,24  |
| Total                   | Total                                    | 1 646 | 100,00 / 100,00 |       |
| Eleitorado/Participação | Eleitorado/Participação                  | 2 534 | 64,96 / 100,00  | 5,45  |

| Freguesia                | %     | %     | %     | %    | %    | %    | %    | %    | Votantes | Taxa de Participação |
| Freguesia                | PS    | AD    | CH    | BE   | IL   | L    | CDU  | ADN  | Votantes | Taxa de Participação |
| ------------------------ | ----- | ----- | ----- | ---- | ---- | ---- | ---- | ---- | -------- | -------------------- |
| Freguesia                |       |       |       |      |      |      |      |      | Votantes | Taxa de Participação |
| Beirã                    | 36,68 | 28,38 | 22,71 | 2,62 | 0    | 0,44 | 1,31 | 1,75 | 229      | 68,15                |
| Santa Maria de Marvão    | 46,37 | 24,58 | 13,97 | 3,91 | 1,68 | 1,12 | 1,12 | 0    | 179      | 57,74                |
| Santo António das Areias | 38,26 | 29,74 | 13,74 | 4,52 | 1,57 | 1,91 | 2,61 | 1,91 | 575      | 67,65                |
| São Salvador da Aramenha | 28,66 | 36,65 | 18,85 | 1,06 | 2,87 | 2,56 | 1,51 | 1,36 | 663      | 63,87                |
| Marvão                   | 35,05 | 31,77 | 17,07 | 2,79 | 1,88 | 1,88 | 1,82 | 1,46 | 1 646    | 64,96                |

### Monforte
| Partido                 | Partido                                  | Votos | %               | +/-   |
| ----------------------- | ---------------------------------------- | ----- | --------------- | ----- |
|                         | Partido Socialista                       | 558   | 34,05 / 100,00  | 8,92  |
|                         | CHEGA                                    | 474   | 28,92 / 100,00  | 10,85 |
|                         | Aliança Democrática (PPD/PSD-CDS-PP-PPM) | 326   | 19,89 / 100,00  | 2,27  |
|                         | Coligação Democrática Unitária (PCP-PEV) | 130   | 7,93 / 100,00   | 1,84  |
|                         | Bloco de Esquerda                        | 40    | 2,44 / 100,00   | 1,24  |
|                         | Iniciativa Liberal                       | 21    | 1,28 / 100,00   | 0,01  |
|                         | LIVRE                                    | 21    | 1,28 / 100,00   | 0,79  |
|                         | Outros (com menos de 1,00%)              | 39    | 2,38 / 100,00   |       |
| Votos Inválidos         | Votos Inválidos                          | 30    | 1,83 / 100,00   | 0,06  |
| Total                   | Total                                    | 1 639 | 100,00 / 100,00 |       |
| Eleitorado/Participação | Eleitorado/Participação                  | 2 562 | 63,97 / 100,00  | 8,47  |

| Freguesia    | %     | %     | %     | %     | %    | %    | %    | Votantes | Taxa de Participação |
| Freguesia    | PS    | CH    | AD    | CDU   | BE   | IL   | L    | Votantes | Taxa de Participação |
| ------------ | ----- | ----- | ----- | ----- | ---- | ---- | ---- | -------- | -------------------- |
| Freguesia    |       |       |       |       |      |      |      | Votantes | Taxa de Participação |
| Assumar      | 36,46 | 18,05 | 16,61 | 18,77 | 3,25 | 1,81 | 2,17 | 277      | 54,53                |
| Monforte     | 31,56 | 27,98 | 25,82 | 4,59  | 2,73 | 1,15 | 1,29 | 697      | 63,59                |
| Santo Aleixo | 35,40 | 34,36 | 15,46 | 7,90  | 1,72 | 1,03 | 0,69 | 291      | 65,10                |
| Vaiamonte    | 35,83 | 34,49 | 14,71 | 6,15  | 1,87 | 1,34 | 1,07 | 374      | 73,19                |
| Monforte     | 34,05 | 28,92 | 19,89 | 7,93  | 2,44 | 1,28 | 1,28 | 1 639    | 63,97                |

### Nisa
| Partido                 | Partido                                  | Votos | %               | +/-   |
| ----------------------- | ---------------------------------------- | ----- | --------------- | ----- |
|                         | Partido Socialista                       | 1 373 | 38,51 / 100,00  | 12,09 |
|                         | Aliança Democrática (PPD/PSD-CDS-PP-PPM) | 840   | 23,56 / 100,00  | 0,04  |
|                         | CHEGA                                    | 699   | 19,61 / 100,00  | 10,31 |
|                         | Coligação Democrática Unitária (PCP-PEV) | 249   | 6,98 / 100,00   | 1,27  |
|                         | Bloco de Esquerda                        | 96    | 2,69 / 100,00   | 0,38  |
|                         | Alternativa Democrática Nacional         | 45    | 1,26 / 100,00   | -     |
|                         | Iniciativa Liberal                       | 42    | 1,18 / 100,00   | 0,07  |
|                         | LIVRE                                    | 39    | 1,09 / 100,00   | 0,68  |
|                         | Outros (com menos de 1,00%)              | 80    | 2,24 / 100,00   |       |
| Votos Inválidos         | Votos Inválidos                          | 102   | 2,86 / 100,00   | 0,08  |
| Total                   | Total                                    | 3 565 | 100,00 / 100,00 |       |
| Eleitorado/Participação | Eleitorado/Participação                  | 5 563 | 64,08 / 100,00  | 8,39  |

| Freguesia                                          | %     | %     | %     | %     | %    | %    | %    | %    | Votantes | Taxa de Participação |
| Freguesia                                          | PS    | AD    | CH    | CDU   | BE   | ADN  | IL   | L    | Votantes | Taxa de Participação |
| -------------------------------------------------- | ----- | ----- | ----- | ----- | ---- | ---- | ---- | ---- | -------- | -------------------- |
| Freguesia                                          |       |       |       |       |      |      |      |      | Votantes | Taxa de Participação |
| Alpalhão                                           | 34,68 | 31,00 | 22,07 | 4,03  | 2,10 | 1,05 | 0,53 | 0,53 | 571      | 61,00                |
| Arez e Amieira do Tejo                             | 48,11 | 16,04 | 14,15 | 7,55  | 5,66 | 2,36 | 0,47 | 1,89 | 212      | 63,47                |
| Espírito Santo, Nossa Senhora da Graça e São Simão | 36,24 | 24,71 | 18,97 | 7,83  | 2,70 | 1,21 | 1,49 | 1,38 | 1 813    | 64,09                |
| Montalvão                                          | 47,28 | 17,39 | 17,93 | 9,24  | 1,63 | 0,54 | 1,09 | 0    | 184      | 63,89                |
| Santana                                            | 59,49 | 11,39 | 7,59  | 10,13 | 2,53 | 0    | 0,63 | 0,63 | 158      | 65,02                |
| São Matias                                         | 32,03 | 26,56 | 27,34 | 7,03  | 1,56 | 0,78 | 0,78 | 0    | 128      | 67,72                |
| Tolosa                                             | 38,88 | 19,44 | 23,85 | 5,21  | 2,81 | 2,00 | 1,40 | 1,20 | 499      | 67,07                |
| Nisa                                               | 38,51 | 23,56 | 19,61 | 6,98  | 2,69 | 1,26 | 1,18 | 1,09 | 3 565    | 64,08                |

### Ponte de Sôr
| Partido                 | Partido                                  | Votos  | %               | +/-   |
| ----------------------- | ---------------------------------------- | ------ | --------------- | ----- |
|                         | Partido Socialista                       | 3 020  | 35,88 / 100,00  | 14,27 |
|                         | CHEGA                                    | 1 979  | 23,51 / 100,00  | 12,55 |
|                         | Aliança Democrática (PPD/PSD-CDS-PP-PPM) | 1 495  | 17,76 / 100,00  | 0,41  |
|                         | Coligação Democrática Unitária (PCP-PEV) | 735    | 8,73 / 100,00   | 2,19  |
|                         | Bloco de Esquerda                        | 320    | 3,80 / 100,00   | 0,01  |
|                         | Iniciativa Liberal                       | 194    | 2,31 / 100,00   | 0,11  |
|                         | LIVRE                                    | 135    | 1,60 / 100,00   | 1,12  |
|                         | Outros (com menos de 1,00%)              | 299    | 3,56 / 100,00   |       |
| Votos Inválidos         | Votos Inválidos                          | 239    | 2,84 / 100,00   | 1,08  |
| Total                   | Total                                    | 8 416  | 100,00 / 100,00 |       |
| Eleitorado/Participação | Eleitorado/Participação                  | 13 657 | 61,62 / 100,00  | 7,65  |

| Freguesia                            | %     | %     | %     | %     | %    | %    | %    | Votantes | Taxa de Participação |
| Freguesia                            | PS    | CH    | AD    | CDU   | BE   | IL   | L    | Votantes | Taxa de Participação |
| ------------------------------------ | ----- | ----- | ----- | ----- | ---- | ---- | ---- | -------- | -------------------- |
| Freguesia                            |       |       |       |       |      |      |      | Votantes | Taxa de Participação |
| Foros de Arrão                       | 39,37 | 15,66 | 10,74 | 19,69 | 3,36 | 2,91 | 1,79 | 447      | 58,66                |
| Galveias                             | 33,55 | 23,64 | 15,21 | 13,55 | 4,46 | 1,82 | 0,66 | 605      | 58,79                |
| Longomel                             | 47,19 | 23,17 | 8,52  | 10,22 | 4,60 | 0,85 | 1,53 | 587      | 62,78                |
| Montargil                            | 33,50 | 21,55 | 16,75 | 16,24 | 3,27 | 2,04 | 0,92 | 979      | 57,79                |
| Ponte de Sor, Tramaga e Vale de Açor | 35,12 | 24,47 | 19,68 | 5,97  | 3,78 | 2,50 | 1,81 | 5 798    | 62,77                |
| Ponte de Sor                         | 35,88 | 23,51 | 17,76 | 8,73  | 3,80 | 2,31 | 1,60 | 8 416    | 61,62                |

### Portalegre
| Partido                 | Partido                                  | Votos  | %               | +/-   |
| ----------------------- | ---------------------------------------- | ------ | --------------- | ----- |
|                         | Partido Socialista                       | 4 335  | 32,50 / 100,00  | 12,05 |
|                         | Aliança Democrática (PPD/PSD-CDS-PP-PPM) | 4 310  | 32,31 / 100,00  | 1,65  |
|                         | CHEGA                                    | 2 652  | 19,88 / 100,00  | 11,59 |
|                         | Bloco de Esquerda                        | 422    | 3,16 / 100,00   | 0,42  |
|                         | Coligação Democrática Unitária (PCP-PEV) | 354    | 2,65 / 100,00   | 1,23  |
|                         | Iniciativa Liberal                       | 313    | 2,35 / 100,00   | 0,02  |
|                         | LIVRE                                    | 207    | 1,55 / 100,00   | 0,78  |
|                         | Alternativa Democrática Nacional         | 164    | 1,23 / 100,00   | -     |
|                         | Outros (com menos de 1,00%)              | 226    | 1,69 / 100,00   |       |
| Votos Inválidos         | Votos Inválidos                          | 357    | 2,67 / 100,00   | 0,72  |
| Total                   | Total                                    | 13 340 | 100,00 / 100,00 |       |
| Eleitorado/Participação | Eleitorado/Participação                  | 19 707 | 67,69 / 100,00  | 7,56  |

| Freguesia                   | %     | %     | %     | %    | %    | %    | %    | %    | Votantes | Taxa de Participação |
| Freguesia                   | PS    | AD    | CH    | BE   | CDU  | IL   | L    | ADN  | Votantes | Taxa de Participação |
| --------------------------- | ----- | ----- | ----- | ---- | ---- | ---- | ---- | ---- | -------- | -------------------- |
| Freguesia                   |       |       |       |      |      |      |      |      | Votantes | Taxa de Participação |
| Alagoa                      | 30,77 | 35,21 | 19,53 | 3,25 | 1,78 | 1,78 | 0,59 | 2,96 | 338      | 69,12                |
| Alegrete                    | 38,41 | 31,86 | 19,65 | 2,02 | 0,38 | 1,89 | 0,76 | 1,01 | 794      | 63,88                |
| Fortios                     | 29,72 | 27,54 | 26,97 | 2,85 | 3,23 | 1,61 | 1,33 | 0,76 | 1 053    | 67,33                |
| Reguengo e São Julião       | 29,39 | 35,31 | 20,18 | 1,97 | 0,88 | 3,07 | 2,63 | 1,32 | 456      | 61,54                |
| Ribeira de Nisa e Carreiras | 26,84 | 35,79 | 19,38 | 3,73 | 3,17 | 4,29 | 1,21 | 1,40 | 1 073    | 73,70                |
| Sé e São Lourenço           | 32,84 | 32,93 | 18,57 | 3,18 | 3,00 | 2,31 | 1,72 | 1,23 | 8 598    | 67,64                |
| Urra                        | 35,70 | 26,46 | 24,22 | 4,18 | 1,46 | 1,56 | 1,17 | 1,07 | 1 028    | 68,40                |
| Portalegre                  | 32,50 | 32,31 | 19,88 | 3,16 | 2,65 | 2,35 | 1,55 | 1,23 | 13 340   | 67,69                |

### Sousel
| Partido                 | Partido                                  | Votos | %               | +/-   |
| ----------------------- | ---------------------------------------- | ----- | --------------- | ----- |
|                         | Partido Socialista                       | 812   | 30,98 / 100,00  | 16,17 |
|                         | Aliança Democrática (PPD/PSD-CDS-PP-PPM) | 697   | 26,59 / 100,00  | 1,23  |
|                         | CHEGA                                    | 642   | 24,49 / 100,00  | 13,06 |
|                         | Coligação Democrática Unitária (PCP-PEV) | 200   | 7,63 / 100,00   | 0,35  |
|                         | Bloco de Esquerda                        | 74    | 2,82 / 100,00   | 0,42  |
|                         | Iniciativa Liberal                       | 43    | 1,64 / 100,00   | 0,84  |
|                         | Outros (com menos de 1,00%)              | 93    | 2,59 / 100,00   |       |
| Votos Inválidos         | Votos Inválidos                          | 60    | 2,29 / 100,00   | 0,15  |
| Total                   | Total                                    | 2 621 | 100,00 / 100,00 |       |
| Eleitorado/Participação | Eleitorado/Participação                  | 3 857 | 67,95 / 100,00  | 7,79  |

| Freguesia   | %     | %     | %     | %     | %    | %    | Votantes | Taxa de Participação |
| Freguesia   | PS    | AD    | CH    | CDU   | BE   | IL   | Votantes | Taxa de Participação |
| ----------- | ----- | ----- | ----- | ----- | ---- | ---- | -------- | -------------------- |
| Freguesia   |       |       |       |       |      |      | Votantes | Taxa de Participação |
| Cano        | 33,76 | 23,20 | 27,36 | 4,64  | 4,32 | 1,60 | 625      | 63,00                |
| Casa Branca | 33,56 | 21,98 | 20,44 | 12,27 | 2,04 | 2,73 | 587      | 65,15                |
| Santo Amaro | 29,89 | 31,75 | 20,90 | 8,73  | 2,65 | 0,79 | 378      | 78,10                |
| Sousel      | 28,23 | 29,39 | 26,38 | 6,40  | 2,42 | 1,36 | 1 031    | 69,66                |
| Sousel      | 30,98 | 26,59 | 24,49 | 7,63  | 2,82 | 1,64 | 2 621    | 67,95                |

## Lista de Deputados Eleitos
A lista apresentada é conforme a aplicação do Método D'Hondt:
| N.º | Nome                                    | Partido | Partido            | Partido            | Quociente |
| --- | --------------------------------------- | ------- | ------------------ | ------------------ | --------- |
| 1   | Ricardo Miguel Furtado Pinheiro         |         | Partido Socialista | Partido Socialista | 20658     |
| 2   | Henrique José Praia da Rocha de Freitas |         | CHEGA              | CHEGA              | 14915     |